# Troféu HQ Mix de melhor tira estrangeira
Tira estrangeira foi uma das categorias do Troféu HQ Mix, premiação brasileira dedicada aos quadrinhos que é realizada pela Associação dos Cartunistas do Brasil (ACB) e pelo Instituto do Memorial das Artes Gráficas do Brasil (IMAG) desde 1989.

## História
As categorias "Tira nacional" e "Tira estrangeira" fizeram parte da primeira edição do Troféu HQ Mix, em 1989, com a finalidade de premiar as melhores tiras cômicas publicadas no Brasil. Em 2003, foi a última vez que foi premiada uma tira estrangeira, passando o Troféu a contar apenas com a categoria voltada aos autores brasileiros. Em 2012, as tiras cômicas online (até então incluídas na categoria "web quadrinhos", mas algumas vezes sendo indicadas junto com as impressas na categoria "tira nacional") passaram a ter categoria própria. As duas categorias são escolhidas por votação entre profissionais da área (roteiristas, desenhistas, jornalistas, editores, pesquisadores etc.) a partir de uma lista de indicados elaborada pela comissão organizadora do evento.
Na categoria "Tira estrangeira", Bill Watterson foi o autor mais premiado, com a tira Calvin e Haroldo tendo ganho nove vezes. Em seguida, com quatro vitória para a tira Dilbert, vem o autor Scott Adams.

## Vencedores e indicados
| Ano  | Tira             | Autor          | País de origem | Outros indicados | Notas |
| ---- | ---------------- | -------------- | -------------- | ---------------- | ----- |
| 1989 | Frank e Ernest   | Bob Thaves     | Estados Unidos |                  | [ 1 ] |
| 1990 | Calvin e Haroldo | Bill Watterson | Estados Unidos |                  | [ 1 ] |
| 1991 | Calvin e Haroldo | Bill Watterson | Estados Unidos |                  | [ 1 ] |
| 1992 | Calvin e Haroldo | Bill Watterson | Estados Unidos |                  | [ 1 ] |
| 1993 | Calvin e Haroldo | Bill Watterson | Estados Unidos |                  | [ 1 ] |
| 1994 | Calvin e Haroldo | Bill Watterson | Estados Unidos |                  | [ 1 ] |
| 1995 | Calvin e Haroldo | Bill Watterson | Estados Unidos |                  | [ 1 ] |
| 1996 | Calvin e Haroldo | Bill Watterson | Estados Unidos |                  | [ 1 ] |
| 1997 | Dilbert          | Scott Adams    | Estados Unidos |                  | [ 1 ] |
| 1998 | Dilbert          | Scott Adams    | Estados Unidos |                  | [ 1 ] |
| 1999 | Dilbert          | Scott Adams    | Estados Unidos |                  | [ 1 ] |
| 2000 | Snoopy           | Charles Schulz | Estados Unidos |                  | [ 1 ] |
| 2001 | Dilbert          | Scott Adams    | Estados Unidos |                  | [ 1 ] |
| 2002 | Calvin e Haroldo | Bill Watterson | Estados Unidos |                  | [ 1 ] |
| 2003 | Calvin e Haroldo | Bill Watterson | Estados Unidos |                  | [ 1 ] |